# Marko Janković
Marko Janković (Servisch: Марко Јанковић) (Cetinje, 9 juli 1995) is een Montenegrijns voetballer die doorgaans speelt als middenvelder. In juli 2022 verruilde hij Hapoel Tel Aviv voor FK Qarabağ. Janković maakte in 2016 zijn debuut in het Montenegrijns voetbalelftal.

## Clubcarrière
Janković startte zijn carrière in de jeugdopleiding van Partizan. Op huurbasis bij Teleoptik maakte de middenvelder vervolgens zijn eerste minuten in het professionele voetbal. In de zomer van 2013 verruilde hij Servië voor Griekenland, waar hij voor vier jaar tekende bij Olympiakos. Bij de Griekse club kwam hij in zijn eerste seizoen slechts in actie bij de beloften en hierop werd hij verhuurd aan OFK Beograd. Tijdens zijn debuut op 31 augustus 2014, tegen Novi Pazar, kwam hij direct tot scoren. Hij maakte het derde doelpunt van OFK, dat met 3–2 won. Het seizoen erop volgde een verhuurperiode aan NK Maribor. Met de Sloveense club won Janković de beker. In 2016 keerde de Montenegrijn terug naar Partizan. Het seizoen 2016/17 leverde direct het landskampioenschap en bekerwinst op. In januari 2019 verkaste Janković voor circa 1,8 miljoen euro naar SPAL, waar hij zijn handtekening zette onder een verbintenis voor de duur van drie seizoenen. Die club verhuurde hem in januari 2020 voor een half jaar aan Crotone. In februari 2021 nam Beitar Jeruzalem de middenvelder transfervrij over. Janković stapte binnen Israël een jaar later over naar Hapoel Tel Aviv. Vijf maanden later verkaste de Montenegrijn naar FK Qarabağ.

## Clubstatistieken
| Seizoen | Club             | Competitie     | Competitie | Competitie | Beker | Beker | Internationaal | Internationaal | Totaal | Totaal |
| Seizoen | Club             | Competitie     | Wed.       | Dlp.       | Wed.  | Dlp.  | Wed.           | Dlp.           | Wed.   | Dlp.   |
| ------- | ---------------- | -------------- | ---------- | ---------- | ----- | ----- | -------------- | -------------- | ------ | ------ |
| 2011/12 | Partizan         | Superliga      | 0          | 0          | 0     | 0     | 0              | 0              | 0      | 0      |
| 2012/13 | → Teleoptik      | Prva Liga      | 27         | 0          | 1     | 0     | —              | —              | 28     | 0      |
| 2013/14 | Olympiakos       | Super League   | 0          | 0          | 0     | 0     | 0              | 0              | 0      | 0      |
| 2014/15 | → OFK Beograd    | Superliga      | 19         | 4          | 2     | 0     | —              | —              | 21     | 4      |
| 2015/16 | → NK Maribor     | 1. SNL         | 10         | 0          | 4     | 0     | —              | —              | 14     | 0      |
| 2016/17 | Partizan         | Superliga      | 30         | 4          | 6     | 0     | 2              | 0              | 38     | 4      |
| 2017/18 | Partizan         | Superliga      | 25         | 4          | 4     | 2     | 13             | 1              | 42     | 7      |
| 2018/19 | Partizan         | Superliga      | 13         | 1          | 2     | 0     | 6              | 1              | 21     | 2      |
| 2018/19 | SPAL             | Serie A        | 4          | 0          | 0     | 0     | —              | —              | 4      | 0      |
| 2019/20 | SPAL             | Serie A        | 6          | 0          | 3     | 0     | —              | —              | 9      | 0      |
| 2019/20 | → Crotone        | Serie B        | 7          | 0          | 0     | 0     | —              | —              | 7      | 0      |
| 2020/21 | SPAL             | Serie B        | 2          | 0          | 1     | 0     | —              | —              | 3      | 0      |
| 2020/21 | Beitar Jeruzalem | Ligat Ha'Al    | 12         | 1          | 2     | 0     | —              | —              | 14     | 1      |
| 2021/22 | Beitar Jeruzalem | Ligat Ha'Al    | 11         | 1          | 4     | 0     | —              | —              | 15     | 1      |
| 2021/22 | Hapoel Tel Aviv  | Ligat Ha'Al    | 11         | 0          | 0     | 0     | —              | —              | 11     | 0      |
| 2022/23 | FK Qarabağ       | Premyer Liqası | 23         | 1          | 2     | 0     | 14             | 2              | 39     | 3      |
| 2023/24 | FK Qarabağ       | Premyer Liqası | 24         | 2          | 6     | 1     | 18             | 1              | 48     | 4      |
| 2024/25 | FK Qarabağ       | Premyer Liqası | 0          | 0          | 0     | 0     | 1              | 0              | 1      | 0      |
| Totaal  | Totaal           | Totaal         | 224        | 18         | 37    | 3     | 60             | 5              | 321    | 26     |

Bijgewerkt op 23 juli 2024.

## Interlandcarrière
Janković maakte zijn debuut in het Montenegrijns voetbalelftal op 29 mei 2016, toen met 1–0 verloren werd van Turkije in een vriendschappelijke wedstrijd. Het enige doelpunt van de wedstrijd kwam op naam van Mehmet Topal. Janković moest van bondscoach Ljubiša Tumbaković op de reservebank starten, maar na vierenzestig minuten betrad hij het veld voor Stefan Mugoša. De andere debutanten dit duel waren Filip Stojković (Čukarički), Nebojša Kosović (FK Partizan), Nemanja Mijušković (FK Vardar) en Emrah Klimenta (Sacramento Republic). In zijn elfde interland, op 10 september 2018, kwam Janković voor het eerst tot scoren. Tegen Litouwen zette Stefan Savić Montenegro op voorsprong en negen minuten voor rust verdubbelde Janković de marge. Bij 2–0 zou het ook blijven.
| Interlands van Marko Janković voor Montenegro | Interlands van Marko Janković voor Montenegro | Interlands van Marko Janković voor Montenegro | Interlands van Marko Janković voor Montenegro | Interlands van Marko Janković voor Montenegro | Interlands van Marko Janković voor Montenegro | Interlands van Marko Janković voor Montenegro |
| №                                             | Datum                                         | Wedstrijd                                     | Uitslag                                       | Competitie                                    | Goals                                         |                                               |
| Als speler bij NK Maribor                     | Als speler bij NK Maribor                     | Als speler bij NK Maribor                     | Als speler bij NK Maribor                     | Als speler bij NK Maribor                     | Als speler bij NK Maribor                     | Als speler bij NK Maribor                     |
| --------------------------------------------- | --------------------------------------------- | --------------------------------------------- | --------------------------------------------- | --------------------------------------------- | --------------------------------------------- | --------------------------------------------- |
| 1                                             | 29 mei 2016                                   | Turkije – Montenegro                          | 1 – 0                                         | Vriendschappelijk                             |                                               |                                               |
| Als speler bij Partizan                       |                                               |                                               |                                               |                                               |                                               |                                               |
| 2                                             | 4 juni 2017                                   | Montenegro – Iran                             | 1 – 2                                         | Vriendschappelijk                             |                                               |                                               |
| 3                                             | 10 juni 2017                                  | Montenegro – Armenië                          | 4 – 1                                         | WK 2018 kwalificatie                          |                                               |                                               |
| 4                                             | 1 september 2017                              | Kazachstan – Montenegro                       | 0 – 3                                         | WK 2018 kwalificatie                          |                                               |                                               |
| 5                                             | 4 september 2017                              | Montenegro – Roemenië                         | 1 – 0                                         | WK 2018 kwalificatie                          |                                               |                                               |
| 6                                             | 5 oktober 2017                                | Montenegro – Denemarken                       | 0 – 1                                         | WK 2018 kwalificatie                          |                                               |                                               |
| 7                                             | 8 oktober 2017                                | Polen – Montenegro                            | 4 – 2                                         | WK 2018 kwalificatie                          |                                               |                                               |
| 8                                             | 27 maart 2018                                 | Montenegro – Turkije                          | 2 – 2                                         | Vriendschappelijk                             |                                               |                                               |
| 9                                             | 28 mei 2018                                   | Bosnië en Herzegovina – Montenegro            | 0 – 0                                         | Vriendschappelijk                             |                                               |                                               |
| 10                                            | 2 juni 2018                                   | Montenegro – Slovenië                         | 0 – 2                                         | Vriendschappelijk                             |                                               |                                               |
| 11                                            | 10 september 2018                             | Montenegro – Litouwen                         | 2 – 0                                         | Nations League 2018/19                        | 36'                                           |                                               |
| 12                                            | 10 oktober 2018                               | Montenegro – Servië                           | 0 – 2                                         | Nations League 2018/19                        |                                               |                                               |
| 13                                            | 17 november 2018                              | Servië – Montenegro                           | 2 – 1                                         | Nations League 2018/19                        |                                               |                                               |
| 14                                            | 20 november 2018                              | Montenegro – Roemenië                         | 0 – 1                                         | Nations League 2018/19                        |                                               |                                               |
| Als speler bij SPAL                           |                                               |                                               |                                               |                                               |                                               |                                               |
| 15                                            | 22 maart 2019                                 | Bulgarije – Montenegro                        | 1 – 1                                         | EK 2020 kwalificatie                          |                                               |                                               |
| 16                                            | 25 maart 2019                                 | Montenegro – Engeland                         | 1 – 5                                         | EK 2020 kwalificatie                          |                                               |                                               |
| 17                                            | 7 juni 2019                                   | Montenegro – Kosovo                           | 1 – 1                                         | EK 2020 kwalificatie                          |                                               |                                               |
| 18                                            | 10 juni 2019                                  | Tsjechië – Montenegro                         | 3 – 0                                         | EK 2020 kwalificatie                          |                                               |                                               |
| 19                                            | 11 oktober 2019                               | Montenegro – Bulgarije                        | 0 – 0                                         | EK 2020 kwalificatie                          |                                               |                                               |
| 20                                            | 14 oktober 2019                               | Kosovo – Montenegro                           | 2 – 0                                         | EK 2020 kwalificatie                          |                                               |                                               |
| 21                                            | 8 september 2020                              | Luxemburg – Montenegro                        | 0 – 1                                         | Nations League 2020/21                        |                                               |                                               |
| 22                                            | 7 oktober 2020                                | Montenegro – Letland                          | 1 – 1                                         | Vriendschappelijk                             |                                               |                                               |
| 23                                            | 13 oktober 2020                               | Montenegro – Luxemburg                        | 1 – 2                                         | Nations League 2020/21                        |                                               |                                               |
| Als speler bij Beitar Jeruzalem               |                                               |                                               |                                               |                                               |                                               |                                               |
| 24                                            | 2 juni 2021                                   | Bosnië en Herzegovina – Montenegro            | 0 – 0                                         | Vriendschappelijk                             |                                               |                                               |
| 25                                            | 5 juni 2021                                   | Montenegro – Israël                           | 1 – 3                                         | Vriendschappelijk                             |                                               |                                               |
| 26                                            | 8 oktober 2021                                | Gibraltar – Montenegro                        | 0 – 3                                         | WK 2022 kwalificatie                          |                                               |                                               |
| 27                                            | 11 oktober 2021                               | Noorwegen – Montenegro                        | 2 – 0                                         | WK 2022 kwalificatie                          |                                               |                                               |
| 28                                            | 13 november 2021                              | Montenegro – Nederland                        | 2 – 2                                         | WK 2022 kwalificatie                          |                                               |                                               |
| 29                                            | 16 november 2021                              | Montenegro – Turkije                          | 1 – 2                                         | WK 2022 kwalificatie                          |                                               |                                               |
| Als speler bij Hapoel Tel Aviv                |                                               |                                               |                                               |                                               |                                               |                                               |
| 30                                            | 24 maart 2022                                 | Armenië – Montenegro                          | 1 – 0                                         | Vriendschappelijk                             |                                               |                                               |
| 31                                            | 28 maart 2022                                 | Montenegro – Griekenland                      | 1 – 0                                         | Vriendschappelijk                             |                                               |                                               |
| 32                                            | 4 juni 2022                                   | Montenegro – Roemenië                         | 2 – 0                                         | Nations League 2022/23                        |                                               |                                               |
| 33                                            | 11 juni 2022                                  | Montenegro – Bosnië en Herzegovina            | 1 – 1                                         | Nations League 2022/23                        |                                               |                                               |
| 34                                            | 14 juni 2022                                  | Roemenië – Montenegro                         | 0 – 3                                         | Nations League 2022/23                        |                                               |                                               |
| Als speler bij FK Qarabağ                     |                                               |                                               |                                               |                                               |                                               |                                               |
| 35                                            | 23 september 2022                             | Bosnië en Herzegovina – Montenegro            | 1 – 0                                         | Nations League 2022/23                        |                                               |                                               |
| 36                                            | 26 september 2022                             | Montenegro – Finland                          | 0 – 2                                         | Nations League 2022/23                        |                                               |                                               |
| 37                                            | 17 november 2022                              | Montenegro – Slowakije                        | 2 – 2                                         | Vriendschappelijk                             |                                               |                                               |
| 38                                            | 17 juni 2023                                  | Montenegro – Hongarije                        | 0 – 0                                         | EK 2024 kwalificatie                          |                                               |                                               |
| 39                                            | 20 juni 2023                                  | Montenegro – Tsjechië                         | 1 – 4                                         | Vriendschappelijk                             |                                               |                                               |
| 40                                            | 7 september 2023                              | Litouwen – Montenegro                         | 2 – 2                                         | EK 2024 kwalificatie                          |                                               |                                               |
| 41                                            | 10 september 2023                             | Montenegro – Bulgarije                        | 2 – 1                                         | EK 2024 kwalificatie                          |                                               |                                               |
| 42                                            | 17 oktober 2023                               | Servië – Montenegro                           | 3 – 1                                         | EK 2024 kwalificatie                          |                                               |                                               |
| 43                                            | 16 november 2023                              | Montenegro – Litouwen                         | 2 – 0                                         | EK 2024 kwalificatie                          |                                               |                                               |
| 44                                            | 19 november 2023                              | Hongarije – Montenegro                        | 3 – 1                                         | EK 2024 kwalificatie                          |                                               |                                               |
| 45                                            | 21 maart 2024                                 | Montenegro – Wit-Rusland                      | 2 – 0                                         | Vriendschappelijk                             |                                               |                                               |
| 46                                            | 25 maart 2024                                 | Montenegro – Noord-Macedonië                  | 1 – 0                                         | Vriendschappelijk                             |                                               |                                               |
| 47                                            | 9 juni 2024                                   | Montenegro – Georgië                          | 1 – 3                                         | Vriendschappelijk                             |                                               |                                               |

Bijgewerkt op 23 juli 2024.

## Erelijst
| Competitie      |            |                           |            |            |
| Competitie      | Aantal     | Jaren                     |            |            |
| NK Maribor      | NK Maribor | NK Maribor                | NK Maribor | NK Maribor |
| --------------- | ---------- | ------------------------- | ---------- | ---------- |
| Pokal Slovenije | 1          | 2015/16                   |            |            |
| Partizan        |            |                           |            |            |
| Superliga       | 1          | 2016/17                   |            |            |
| Lav Kup         | 2          | 2016/17, 2017/18          |            |            |
| FK Qarabağ      |            |                           |            |            |
| Premyer Liqası  | 3          | 2022/23, 2023/24, 2024/25 |            |            |